# (alcol a lunga catena) deidrogenasi
La (alcol a lunga catena) deidrogenasi è un enzima appartenente alla classe delle ossidoreduttasi, che catalizza la seguente reazione:
un alcol a lunga catena + 2 NAD+ + H2O ⇄ un carbossilato a lunga catena + 2 NADH + 2 H+
L'esadecanolo è un buon substrato. 